# Đơn nhân (vi xử lý)
Vi xử lý đơn nhân hay lõi đơn là bộ vi xử lý với một nhân duy nhất trên một con chip, luôn chỉ chạy một luồng tại bất kỳ thời điểm nào. Thuật ngữ này trở nên phổ biến sau sự xuất hiện của vi xử lý đa nhân (có nhiều vi xử lý độc lập trên một con chip) để phân biệt những thiết kế không phải là đa nhân. Chẳng hạn, Intel phát hành Core 2 Solo và Core 2 Duo, trong đó Core 2 Solo dùng để chỉ phiên bản đơn nhân. Hầu hết các bộ vi xử lý trước khi  trở thành đa nhân đều là đơn nhân. Bên cạnh đó, một lớp các vi xử lý đa nhân chuyên dụng – với rất nhiều nhân trên một con chip, gọi là many-core – đã được tạo ra trong quá trình mà tính toán song song ngày càng gia tăng.
Các bộ vi xử lý vẫn chỉ có một nhân cho đến khi nó không thể nâng hiệu suất nhờ việc tăng tốc độ đồng hồ và số lượng transistor theo định luật Moore (đã có sự giảm bớt lợi nhuận để tăng độ sâu của pipeline, tăng kích thước bộ nhớ đệm CPU hoặc thêm đơn vị thực hiện).

## Xu hướng tăng xử lý song song
- Đơn nhân –  một bộ xử lý trên một die. Kể từ năm 2012, thậm chí hầu hết CPU điện thoại thông minh được bán đều không còn là đơn nhân; vi điều khiển vẫn còn đơn nhân trừ một vài ngoại lệ.
- Đa nhân –  một "vài" bộ xử lý trên một die, chẳng hạn 2, 4, 8.
- Many-core –  một "số lượng lớn" các bộ xử lý trên một die, chẳng hạn 10, 100, 1000. Một số ASICs/Accelerators và GPU chuyên dụng thuộc vào loại này.